# Monts Huang
Pour les articles homonymes, voir Huangshan et Huang.
Les monts Huang, ou Huangshan ou monts Jaunes (chinois : 黄山 ; pinyin : huángshān ; litt. « montagnes jaunes ») sont un massif montagneux de l'Anhui méridional, province de l'est de la Chine. La région est connue pour sa beauté, qui repose sur la forme des pics de granite, sur celle tourmentée des conifères, et sur les nuages qui entourent fréquemment le massif. Cette montagne mythique change sans cesse de visage au gré des vents et des bruines... désespérant parfois les artistes qui désirent en fixer la beauté. La région abrite également des sources d'eau chaude, et des sources minérales qui alimentent des piscines naturelles. Ces montagnes sont un sujet privilégié pour la peinture et la littérature chinoises traditionnelles. Elles constituent désormais une destination touristique prisée. Les monts Huang reçoivent plus d'un million de visiteurs par an. Un téléphérique moderne permet de se hisser jusqu'à 1 800 mètres d'altitude, mais les marcheurs courageux peuvent choisir l'ascension des 4 000 marches qui mènent au sommet du pic du Lotus. Là, le regard embrasse une forêt d'aiguilles granitiques, noyées de brume et piquetées de pins aux formes tourmentées.

## Toponymie
Le massif doit son nom à Huángdì, l'Empereur Jaune, qui serait venu y chercher l'élixir d'immortalité, 2 600 ans avant notre ère.
Depuis la dynastie Qin, les monts Huang sont connus sous le nom de Yi Shan, ce nom lui étant donné depuis 747, quand le poète Li Po l'évoqua sous cette forme dans ses écrits.

## Géographie

### Topographie

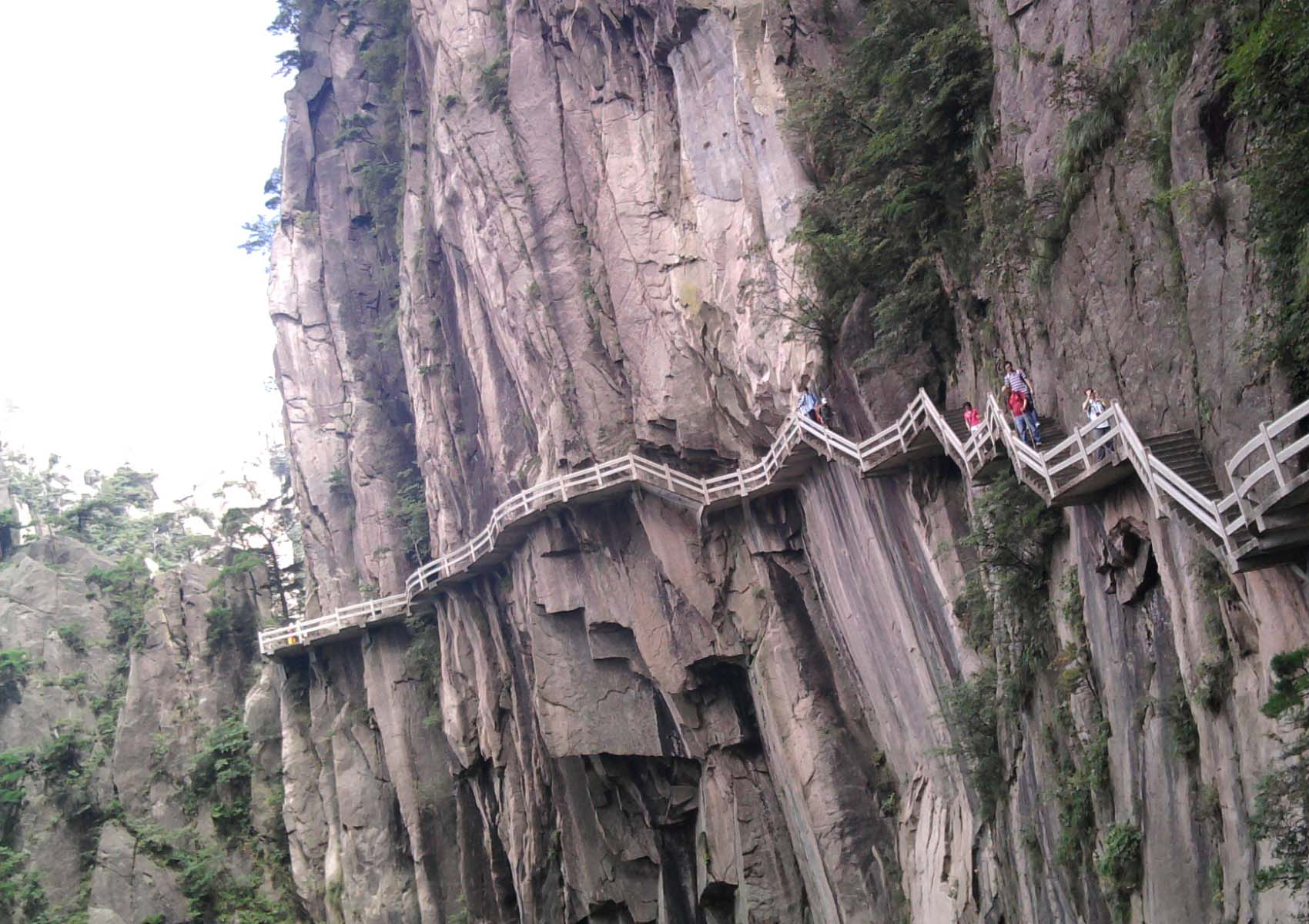
Escalier touristique construit dans les falaises des monts Huang.

Les monts Huang comprennent de nombreux sommets, dont 77 dépassent les 1 000 mètres d'altitude. Les trois sommets les plus élevés sont le pic du Lotus (Liánhuā fēng 莲花峰, 1 864 m), le pic du Grand Sommet (Guāngmíng dǐng 光明顶, littéralement le « Sommet de rayon lumineux », 1 860 m) et le pic Céleste (Tiāndū fēng 天都峰, littéralement « Pic de la capitale des Cieux », 1 840 m.

### Hydrographie
Les sources d'eau chaude de la région se trouvent au pied du pic du Nuage Pourpre. Les eaux gardent une température constante de 45 °C toute l'année. La plupart des piscines naturelles se situent dans la zone de Songgu. Parmi les plus connues figurent celles des dragons : la piscine du Vieux Dragon (Lao Long Tai), la piscine du Dragon Vert (Qing Long Tai), la piscine du Dragon Noir (Wu Long Tai), la piscine du Dragon Blanc (Bai Long Tai), et l'étang de Jade.

### Géologie
Les montagnes se sont formées au mésozoïque, il y a environ 100 millions d'années, quand une ancienne mer disparut à la suite de l'élévation de la région. Plus tard, au quaternaire, le paysage fut remodelé par l'action des glaciers. Il en résulta en certains endroits la formation de « forêts » de pics effilés.

### Climat et phénomènes visuels
Les sommets des montagnes se trouvant souvent au-dessus du niveau des nuages, les effets visuels et de lumière sont nombreux et impressionnants. La mer de nuages (chinois : 雲海/云海, pinyin : Yún Hǎi) et la lumière de Bouddha (chinois : 佛光 pinyin : Fóguāng) sont des phénomènes visuels qui attirent de nombreux touristes. En moyenne, la Lumière de bouddha n'apparaît que deux fois par mois.

### Faune et flore
La végétation de la région dépend de l'altitude : en dessous 1 100 m se trouve la forêt tempérée, jusque 1 800 m la forêt à feuilles caduques, et au-delà une végétation alpine, faite de pins et de végétation basse. La végétation est variée, et l'on compte un tiers des espèces de bryophytes chinois dans la région, et la moitié des espèces de fougères.

## Représentations artistiques du Huangshan
De très nombreux artistes ont dépeint les montagnes du Huangshan depuis des millénaires, dans la littérature, la poésie, la chanson, la peinture, la photographie et le cinéma.
Le peintre et professeur Huang Binhong (黃賓虹, 1865-1955), qui se réclamait lui-même de l'école de Huangshan, était un grand collectionneur des représentations classiques de ces montagnes et en répertoria l'histoire.
Exemples d'artistes :
- Ni Duan (Ming, XVe siècle) : L'invitation faite à Pang De, encres et couleurs sur soie, 164 × 92 cm, Musée de l'ancien palais, Beijing[2] ;
- Mei Qing (1623-1697) : album des dix-neuf sites de la montagne de Huang, v. 1694, couleurs sur papier :
  - Porte de la mer de l'ouest, 34 × 44 cm, Musée de Shanghai[2] ;
- Yuan Ji (1642-1707), un des Sept Sages de la forêt de bambous : Auprès de la fenêtre étudiant, 1681, couleurs sur papier, rouleau vertical, 201 × 69 cm, Musée de Shanghai[2] ;
- Shi Tao (1641-1707) : Sur le Mont Huangshan ;
- Hong Ren (1603–1663) : Trois pin sur le Mont Huang, XVIIe siècle, peinture sur rouleau de papier, Metropolitan Museum of Art, New York ;
- Ren Xiong (1823-1857) : album Paysage sans fin, couleurs sur papier, 26 × 21 cm, Musée de l'ancien palais, Beijing[2].
- Photographies de Wang Wusheng.

Quelques représentations des Huangshan
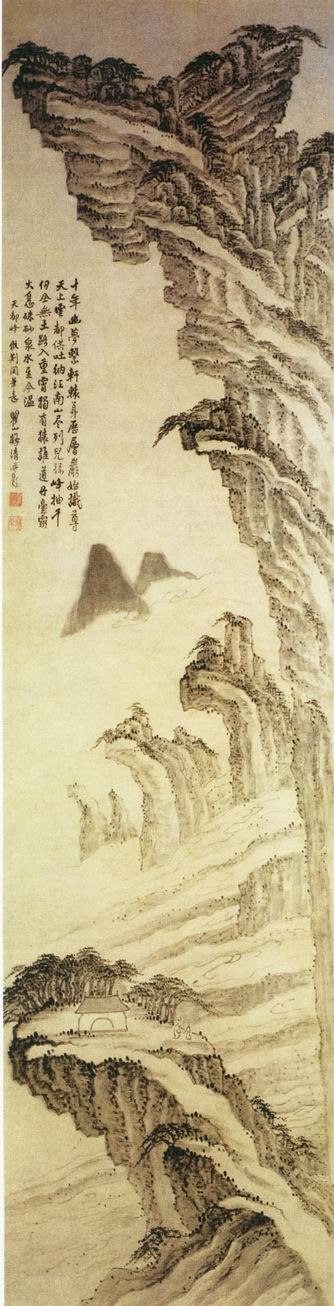
Mei Qing Le Pic Tiandu v. 1694
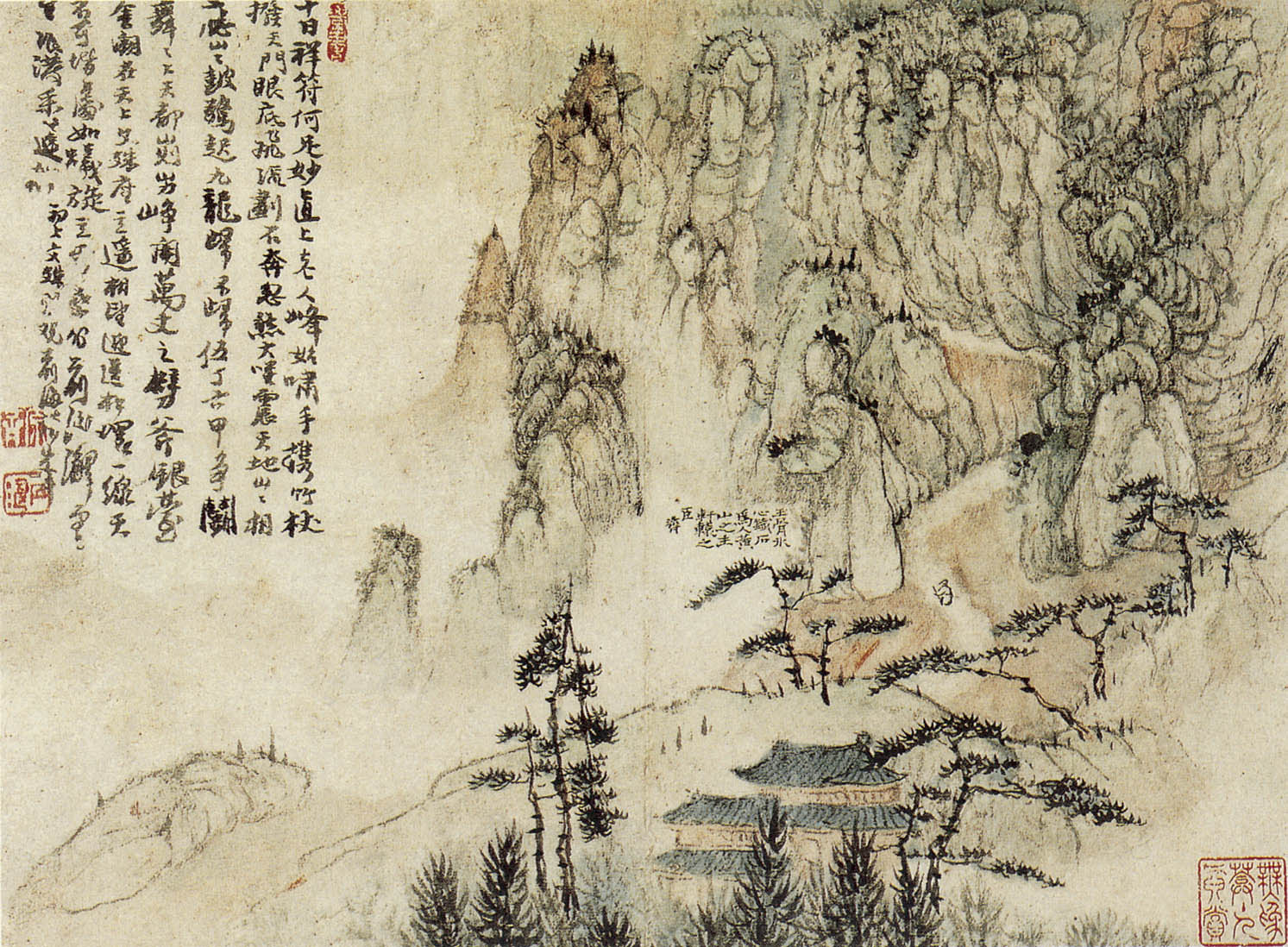
Shí Tāo
XVIIe siècle
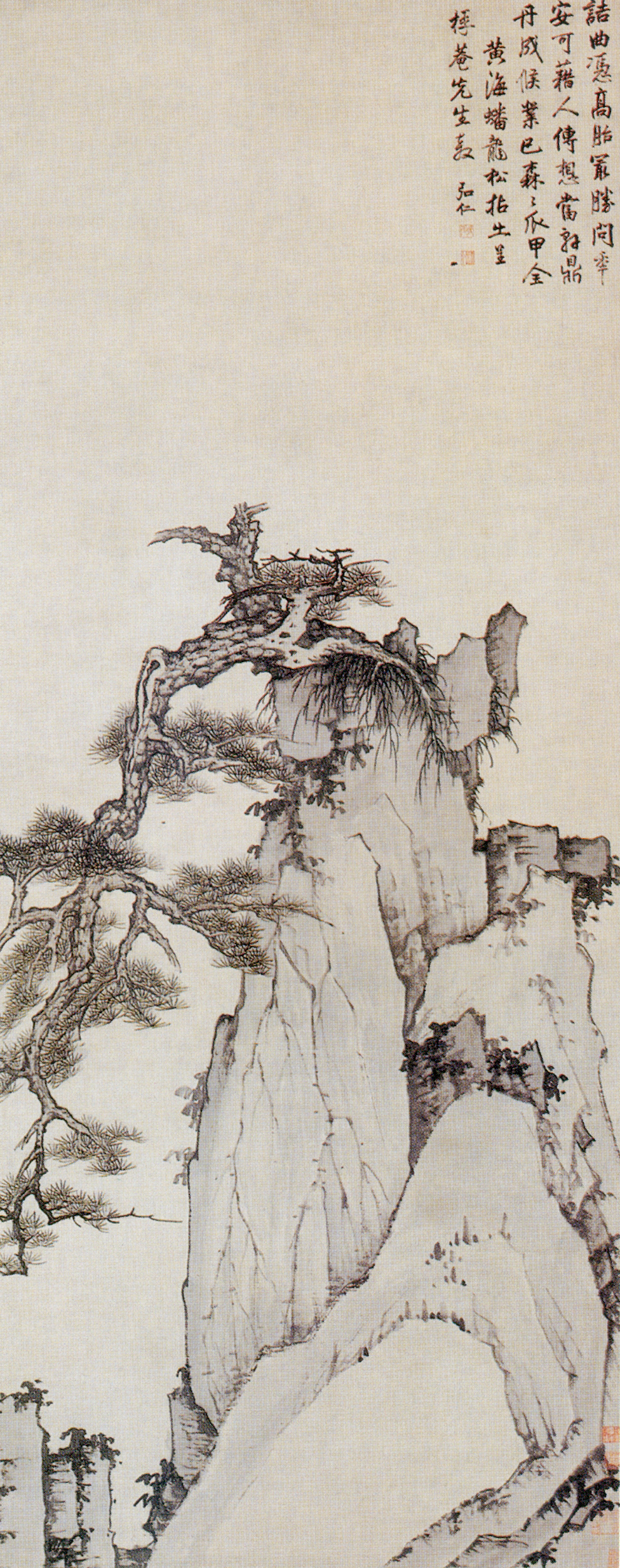
Hong Ren, XIXe siècle New York
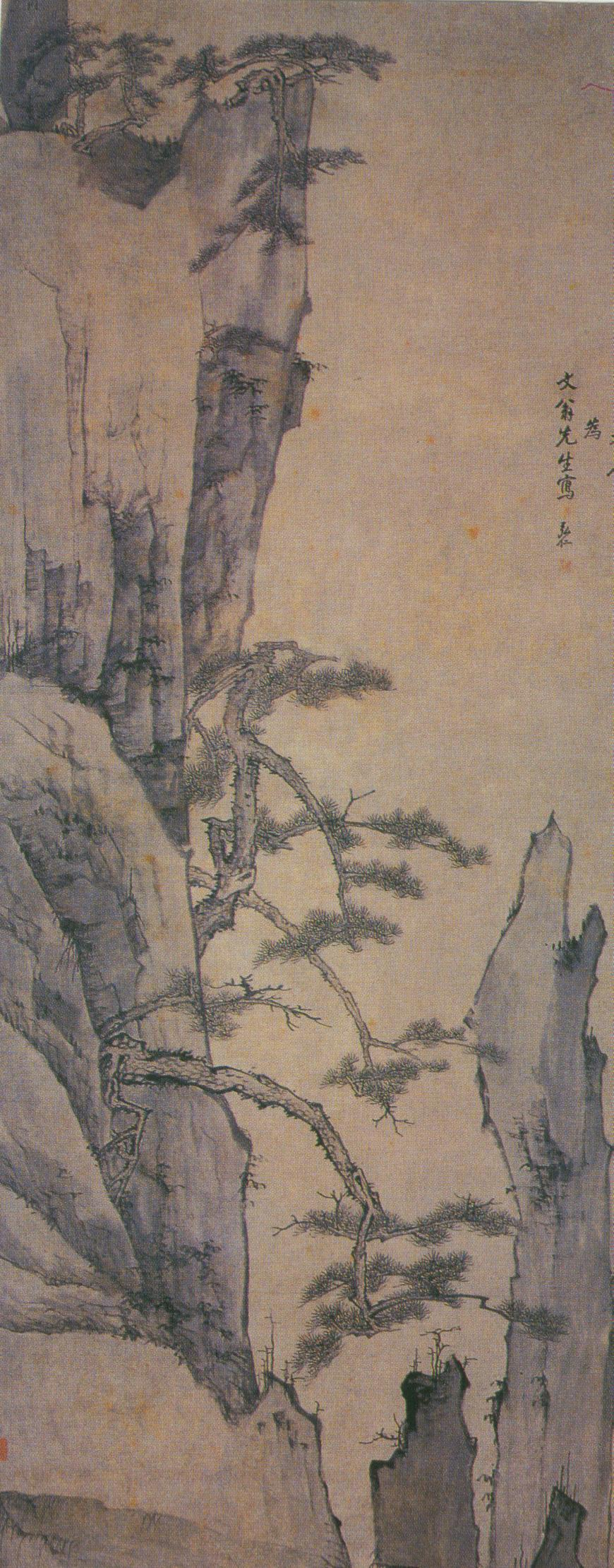

## Activités

### Production de thé
Les monts Huang sont le lieu de production de deux thés verts très réputés : le Huang Shan Mao Feng, généralement considéré en Chine comme le meilleur des thés de la qualité Mao Feng (riche en bourgeons), qui est généralement produit entre 300 et 800 mètres ; le Huang Hua Yun Jian, qui est produit à très haute altitude.

### Patrimoine environnemental
Les monts Huang sont inscrits sur la liste du patrimoine mondial de l'UNESCO depuis 1990 pour leur nature sauvage exceptionnelle, et pour les espèces rares menacées qu'ils hébergent. Ils sont jumelés avec le massif de la Jungfrau. Le site classé par l'UNESCO couvre une superficie de 154 km2, auquel s'ajoute une zone tampon de 142 km2.
Le mont Huangshan a également été reconnu réserve de biosphère par l'Unesco en 2018.